# Johann Michael Schiller
Johann Michael Schiller (* 27. Mai 1763 in Windsheim; † 20. April 1825 in Rothenburg ob der Tauber) war ein deutscher Apotheker, Chemiker und Lehrer. Er gründete das erste deutsche Lehrinstitut für Apotheker und schrieb zahlreiche chemische und pharmazeutische Abhandlungen.

## Leben
Johann Michael Schiller wurde als Sohn des Zieglermeisters Johann Wilhelm Schiller und seiner Frau Anna Magdalena Schiller geborene Heinrich in Windsheim am 27. Mai 1763 geboren. Seine Lehr- und Wanderjahre von 1775 bis 1782 schildert er 1791 in „Geschichte eines Apothekers“ ausführlich.
Am 1. Oktober 1785 heiratete er Charlotte Barbara Ebnes.
1790 veröffentlichte er in Nürnberg pharmazeutische Aufsätze.
Johann Michael Schiller „hat zahlreiche chemische und pharmaceutische Abhandlungen veröffentlicht. Von diesen ist eine in Göttling’s Taschenbuch 1791 mitgetheilte Untersuchung hervorzuheben, in welcher S. als einer der ersten die eigenthümliche Lichterscheinung beschrieb, welche sich bei der Crystallisation des schwefelsauren Kalis zeigt.“
Am 9. Januar 1809 wurde Johann Michael Schiller Apotheker der Löwenapotheke in Rothenburg ob der Tauber.
1812 erwarb er das Hanselmann'sche Kaufhaus Nr. 74 am Markt Rothenburg ob der Tauber und richtete hier eine Apotheke auf, die er wegen der Marienbildes unter dem Erker Marienapotheke benannte.
1821 verfasste Johann Michael Schiller: „Wie Apothekerbücher in zweckmäßigem Zustand verfaßt werden sollen“.
1823 gründete er in Rothenburg ob der Tauber ein eigenes pharmazeutisches Lehrinstitut. Seinem „Pharmazeutischen Elementarinstitut“ blieb die staatliche Anerkennung verwehrt. „Möglicherweise wurde diese Schiller verweigert, weil sein Institut hauptsächlich für Anfänger, also Apothekerlehrlinge, gedacht war, die in einem dreijährigen Kurs die Grundbegriffe der Pharmazie erlernen sollten.“
Er starb am 20. April 1825.

## Werke
- Ideen zur Verbesserung und Vervollkommnung des gesammten Apothekerwesens. Verlag J.C. Monath, 1805
- Vermischte aufsätze chemischen pharmazeutischen und physikalischen inhalts. Verlag Zeh, 1790
- Versuch einer Darstellung wie Apothekerbücher (Pharmacopöen, Dispensatorien)… verfaßt werden sollen. Verlag Riegel, 1821
- Geschichte eines Apothekers oder einige entdekte und zu entdekende Betrügereyen vieler Apotheker: ein Beytrag Aerzte und Polizey zur Aufmerksamkeit zu reizen. Veröffentlicht 1791